# Lello Arena
Lello Arena (né le 1er novembre 1953  à Naples) est un acteur italien.

## Filmographie partielle
- 1981 : Ricomincio da tre de Massimo Troisi
- 1982 : Morto Troisi, viva Troisi! de Massimo Troisi
- 1982 : No grazie, il caffè mi rende nervoso
- 1983 : Scusate il ritardo de Massimo Troisi
- 1984 : Bertoldo, Bertoldino e Cacasenno (1984), de Mario Monicelli d'après le recueil de nouvelles du même titre
- 1988 : Chiari di luna de lui-même
- 1995 : Facciamo paradiso de Mario Monicelli

## Récompenses et distinctions
- 1983 : David di Donatello du meilleur acteur dans un second rôle